# Sven Dalsgaard
Sven Dalsgaard Jensen (* 29. Mai 1914 in Vorup, Randers, Dänemark; † 22. Januar 1999 in Randers) war ein dänischer Maler, Bildhauer und Konzeptkünstler.

## Leben
Abgesehen von einem kurzen Malereikurs an der Technischen Schule in Randers im Alter von 16 Jahren war Sven Dalsgaard als Künstler Autodidakt. Seine frühesten Bilder sind naturalistisch, doch ab 1934 ließen ihn Wassily Kandinsky und Paul Klee zur abstrakten Malerei übergehen. Später wandte er sich dem Surrealismus zu, was sich in seinem Debütbild Den usynlige Mand (Der unsichtbare Mann) zeigt, das er 1942 auf der Herbstausstellung der Künstler ausstellte.
Im selben Jahr hielt Dalsgaard seine erste Einzelausstellung in Kopenhagen. Zu dieser Zeit schrieb er auch Gedichte und viele seiner Bilder aus den 1940er Jahren enthalten lange Textpassagen, zum Beispiel Den store moder (Die große Mutter) aus den Jahren 1946/1947 im Kunstmuseum Silkeborg. Als Bildhauer arbeitete er mit sehr filigranen, symbolträchtigen Figuren und Konstruktionen. Um 1960 wandte er sich von der Staffeleimalerei ab und begann, neue Materialien zu verwenden. Seine Kunstwerke wurden zu Kommentaren über die Funktion und Natur der Kunst. Bei der Ausstellung Den århusianske linje (Die Århus-Linie) im Jahr 1963 war die Galerie mit einer einzigen ununterbrochenen Linie bedeckt, die sich über Wände, Decken und Böden des Raumes schlängelte. In den 1980er- und 1990er-Jahren experimentierte er mit Gemälden, auf die er Objekte aufsetzte. Von 1975 bis 1993 war er Mitglied der Frie Udstillingen (Freie Ausstellungen).

## Werk
Sven Dalsgaard arbeitete häufig mit Objektserien, bei denen er eine Idee in verschiedenen Kunstwerken variierte. Zu sehen sind unter anderem Leinwände mit Knöpfen, Vorhängeschlössern, Öffnungen, verpackten Objekten, Stühlen und Dannebrog-Flaggen. Die Kunstwerke handeln von Ideen und nicht nur von Sinneserfahrungen. Von 1973 bis 1979 war er Gastprofessor an der Kunstakademie. Er ist unter anderem der Autor der Werke Det blå rum (Der blaue Raum, 1950) und Solen i øjet (Die Sonne im Auge, 1960). Seine Kunstwerke befinden sich in zahlreichen Museen, darunter die Königliche Kupferstichsammlung, das ARoS Aarhus Kunstmuseum, das Randers Kunstmuseum, das Museum Jorn in Silkeborg, das Fyns Kunstmuseum, das Kunstmuseum Herning, das Ny Carlsberg Glyptotek, das Arken Museum of Modern Art und das Museum of Modern Art in New York.